# Робела (Верчели)
Робела је насеље у Италији у округу Верчели, региону Пијемонт.
Према процени из 2011. у насељу је живело 310 становника. Насеље се налази на надморској висини од 135 м.